# Uniwersytet w Getyndze
Uniwersytet w Getyndze, również Uniwersytet Georga-Augusta w Getyndze (niem. Georg-August-Universität Göttingen, potocznie Georgia Augusta) – niemiecki uniwersytet w Getyndze.

## Historia
Decyzja o założeniu uczelni zapadła w 1732 r., lecz za rok jej powstania uważa się 1734. Pierwszym kuratorem został Gerlach Adolph von Münchhausen. Nazwa uniwersytetu pochodzi od imienia króla Jerzego II, który był jego założycielem.
Z uniwersytetem było lub jest związanych ponad 40 laureatów Nagrody Nobla, m.in. Otto Wallach (1910), Walther Hermann Nernst (1920), Gustav Ludwig Hertz i Richard Zsigmondy (1925), Adolf Windaus (1928), Max Born (1954), Manfred Eigen (1967), Erwin Neher (1991), Herbert Kroemer (2000). Znajduje się w czołówce uczelni niemieckich.

## Osoby związane z uniwersytetem
Studiowali lub wykładali na nim:

- Szymon Askenazy
- Herbert Backe
- Theodor Billroth
- Robert Bunsen
- Georg Bühler
- Peter Gustav Lejeune Dirichlet
- Carl Friedrich Gauss
- Maria Goeppert-Mayer
- bracia Grimm
- Werner Heisenberg
- David Hilbert
- Sebastian von Hoerner
- Samuel Christian Hollmann
- Friedrich Hund
- Hans Hübner
- Hermann Kees
- Felix Klein
- Bartel Leendert van der Waerden
- Julia Lermontowa
- Rudolf Leuckart
- Ferdinand Lindemann
- Edward Loth
- Antoni Łomnicki
- John von Neumann
- Emmy Noether
- Theodor Nöldeke
- Hermann Minkowski
- Julius Robert Oppenheimer
- Jan M. Piskorski
- Ludwig Prandtl
- Marian Rejewski
- Bernhard Riemann
- August Ludwig von Schlözer
- Edith Stein
- Hugo Dyonizy Steinhaus
- Peter Struck
- Ludwik Karol Teichmann
- Alexander Tornquist
- Wilhelm Weber
- Carl Friedrich von Weizsäcker